# Le Bénédicité (Rockwell)
Le Bénédicité (titre original Saying Grace) est une illustration peinte à l'huile sur toile par Norman Rockwell, pour la couverture du numéro de Thanksgiving du Saturday Evening Post du 24 novembre 1951. Longtemps propriété de Kenneth J. Stuart, directeur artistique du Saturday Evening Post, le tableau est vendu en 2013 au réalisateur George Lucas pour la somme record jamais atteinte pour un tableau de Rockwell et pour une œuvre d'un artiste américain, de 46 millions de dollars. Numéro de catalogue raisonné : C458 (L.N.Moffatt, Norman Rockwell Definitive Catalog).

## Description
La peinture représente une vieille femme et un petit garçon disant les grâces dans un restaurant bondé, alors qu'ils sont observés par d'autres personnes à leur table.

## Réalisation
L'inspiration est venue à l'artiste d'après le témoignage d'un lecteur du Saturday Evening Post qui avait vu une famille mennonite priant dans un restaurant. Rockwell employa son fils Jarvis comme modèle de l'un des deux hommes attablés qui observe la scène. Elizabeth Goldberg, directrice du département d'art américain de Sotheby's indique que pour la préparation du Bénédicité Rockwell «... a visité des cafétérias et des restaurants à New York et Philadelphie pour rendre sa scène juste [...] sa représentation était si vivante que des gens pouvaient reconnaître le restaurant même si celui-ci était le fruit de l'imagination du peintre, tant sa peinture est ressentie universellement. » Il emprunte la table et les chaises d'un restaurant de Times Square pour la photographie servant de modèle à l'illustration. Pour préparer sa toile il met en place la scène, employant ses voisins et amis, et prenant des centaines de photos jusqu'à l'obtention d'un résultat satisfaisant. Il dessine plusieurs croquis au fusain, et fait des esquisses à l'huile, avant de peindre l'image définitive.

## Publication et popularité
Rockwell fut payé 3 500 dollars (qui correspond selon l'indice d'inflation des États-Unis à 31 800 dollars de 2015) pour Le Bénédicité. L'illustration fut publiée en couverture du Saturday Evening Post pour le numéro du 24 novembre 1951. Lors d'un vote en 1955, les lecteurs du magazine l'ont choisi comme leur couverture préférée. Le Bénédicité a longtemps été prêté au musée Norman Rockwell, et exposé dans douze autres musées à travers les États-Unis avant sa vente en 2013.

## Succession et vente en 2013
À la mort de Stuart en 1993 sa succession fut divisée à parts égales entre ses trois fils, Ken Jr., William, et Jonathan. Le frère ainé, Ken Jr., est ensuite poursuivi par William et Jonathan, en déclarant qu'il avait forcé leur père à signer des papiers pour prendre le contrôle de sa fortune. En outre, ils affirmèrent que Ken Jr. avait utilisé les actifs de la succession de son père pour ses propres dépenses. Les trois frères réglèrent leur différend à l'amiable juste avant la vente. Le propriétaire du Saturday Evening Post, Curtis Publishing Company, qui détient les droits de reproduction des œuvres de Rockwell, a tenté en vain de revendiquer la propriété des peintures.
Le Bénédicité est vendu pour 46 million de dollars (comprenant la commission de l'acheteur) chez Sotheby's en décembre 2013, établissant un nouveau record pour une œuvre de Rockwell. Le précédent record avait été atteint par la vente en 2006 pour 15 millions de dollars de Breaking Home Ties, tandis que le précédent record pour une toile américaine avait été atteint par une œuvre de George Bellows pour 27 millions de dollars,. L'estimation des ventes pour  Le Bénédicité avait été évaluée entre 15 et 20 millions de dollars. L'identité de l'acquéreur ne fut pas révélée lors de l'achat du tableau.
Deux autres illustrations de Rockwell qui avaient été prêtées au musée Norman Rockwell ont été vendues en même temps que Le Bénédicité, The Gossips et Walking to Church. Ces trois peintures, ainsi que quatre autres œuvres de Rockwell, ont été vendues par les descendants de Kenneth J. Stuart, le directeur artistique du Saturday Evening Post. La vente de ces œuvres a été initié après la conclusion d'un désaccord juridique entre les fils de Stuart. Collègue de longue date de Rockwell, Stuart avait reçu les peintures de l'artiste comme don. Le Bénédicité était accroché dans le bureau de Stuart au siège du Saturday Evening Post, et ensuite dans la salle de séjour de sa propriété de Wilton dans le Connecticut. La vente de 2013 fut motivée par les coûts excessifs des frais d'assurance et d'entretiens des œuvres que les fils de Stuart ne pouvaient plus garantir.
La directrice du musée Norman Rockwell, Laurie Norton Moffatt, a exprimé l'espoir que les peintures pourraient éventuellement se retrouver à nouveau dans le musée. Moffatt affirme à propos de ces peintures que : «...nous y avions pris soin comme des enfants [...] nous formons l'espoir de leur retour. Nous pensons que c'est ici qu'elles doivent être. ». Elle ajoute que la perte de ces toiles laisse un « vide irremplaçable dans les collections du musée. »
Le 31 aout 2016 le San Francisco Chronicle révèle que l'acheteur de la toile est le cinéaste américain George Lucas important collectionneur d'œuvres de Norman Rockwell. L'œuvre est destinée aux collections du futur Lucas Museum of Narrative Art, destiné à réunir la collection du réalisateur, constituée principalement d'œuvres d'illustrateurs américains, dont 147 œuvres de Rockwell.